# Куцокрил малий
Куцокри́л малий (Locustella thoracica) — вид горобцеподібних птахів родини кобилочкових (Locustellidae). Мешкає в Гімалаях і горах Китаю. Раніше вважався конспецифічним з тайговим і кашмірським куцокрилами.

## Опис
Довжина птаха становить 12-14 см. Забарвлення переважно коричневе, хвіст короткий, округий, нижня покривні пера хвоста довгі, коричневі з білими кінчиками, горло і груди поцятковані білими плямками. Скроні і груди сірі, боки оливково-коричневі.

## Поширення і екологія
Малі куцокрили мешкають в Непалі, Бутані, Індії, Китаї, М'янмі і Бангладеш. Вони живуть в чагарникових заростях на узліссях гірських лісів та на високотравних альпійських луках. Взимку мігрують в долини. Живляться комахами, яких шукають в густій траві. Сезон розмноження триває з травня по липень.